# Mistrzostwa Świata Juniorów w Saneczkarstwie 2007
22. Mistrzostwa Świata Juniorów w saneczkarstwie 2007 odbyły się w dniach 26 - 28 stycznia we włoskiej Cesanie. Rozegrane zostały cztery konkurencje: jedynki kobiet, jedynki mężczyzn, dwójki mężczyzn oraz zawody drużynowe. W tabeli medalowej najlepsi byli Niemcy.

## Wyniki

### Jedynki kobiet
- Data / Początek: Sobota 27 stycznia 2007 / 14:00 CET

| Medal | Zawodniczka          | Narodowość        | Czas     | Strata |
| ----- | -------------------- | ----------------- | -------- | ------ |
|       | Natalie Geisenberger | Niemcy            | 1:44.942 |        |
|       | Stefanie Sieger      | Niemcy            | 1:45.068 | +0.126 |
|       | Lisa Liebert         | Niemcy            | 1:45.449 | +0.507 |
| 4.    | Megan Sweeney        | Stany Zjednoczone | 1:45.849 | +0.907 |
| 5.    | Carina Schwab        | Niemcy            | 1:46.092 | +1.150 |
| 6.    | Alex Gough           | Kanada            | 1:46.218 | +1.276 |
| 7.    | Anastasia Young      | Stany Zjednoczone | 1:46.330 | +1.388 |
| 8.    | Sarah Podorieszach   | Włochy            | 1:46.698 | +1.756 |
| ...   | ...                  | ...               | ...      | ...    |
| 16.   | Mariola Ziętek       | Polska            | 1:48.303 | +3.092 |
| 20.   | Katarzyna Glińska    | Polska            | 1:49.690 | +4.748 |

### Jedynki mężczyzn
- Data / Początek: Niedziela 28 stycznia 2007 / 10:00 CET

| Medal | Zawodnik         | Narodowość | Czas     | Strata |
| ----- | ---------------- | ---------- | -------- | ------ |
|       | Felix Loch       | Niemcy     | 1:42.357 |        |
|       | Manuel Pfister   | Austria    | 1:43.128 | +0.771 |
|       | Wolfgang Kindl   | Austria    | 1:43.205 | +0.848 |
| 4.    | Gregory Carigiet | Szwajcaria | 1:43.246 | +0.889 |
| 5.    | Peter Fischer    | Niemcy     | 1:43.703 | +1.346 |
| 6.    | Sascha Benecken  | Niemcy     | 1:43.805 | +1.448 |
| 7.    | Stepan Fedorow   | Rosja      | 1:43.809 | +1.452 |
| 8.    | Phil Görlitzer   | Niemcy     | 1:43.971 | +1.614 |
| ...   | ...              | ...        | ...      | ...    |
| 24.   | Ernest Markowski | Polska     | 1:45.429 | +3.072 |
| 30.   | Łukasz Lewczuk   | Polska     | 1:46.277 | +3.920 |
| 39.   | Piotr Łątka      | Polska     | 1:47.443 | +5.086 |
| 44.   | Tomasz Kafel     | Polska     | 1:48.509 | +6.152 |

### Dwójki mężczyzn
- Data / Początek: Sobota 27 stycznia 2007 / 10:00 CET

| Medal | Zawodnicy                          | Narodowość        | Czas     | Strata |
| ----- | ---------------------------------- | ----------------- | -------- | ------ |
|       | Toni Eggert/Marcel Oster           | Niemcy            | 1:55.239 |        |
|       | Tobias Wendl/Tobias Arlt           | Niemcy            | 1:55.656 | +0.417 |
|       | Chris Mazdzer/Jayson Terdiman      | Stany Zjednoczone | 1:56.095 | +0.856 |
| 4.    | Ronny Pietrasik/Christian Weise    | Niemcy            | 1:56.687 | +1.448 |
| 5.    | Oskars Gudramovičs/Pēteris Kalniņš | Łotwa             | 1:57.673 | +2.434 |
| 6.    | Cosmin Chetroiu/Ionuț Țăran        | Rumunia           | 1:58.125 | +2.886 |
| 7.    | Pawieł Kuzmicz/Boris Kuryszkin     | Rosja             | 2:00.145 | +4.906 |
| 8.    | Luboš Jíra/Matěj Kvíčala           | Czechy            | 2:00.378 | +5.139 |
| ...   | ...                                | ...               | ...      | ...    |
| 13.   | Piotr Łątka/Tomasz Kafel           | Polska            | 2:04.341 | +9.102 |
| 15.   | Łukasz Lewczuk/Adam Wanielista     | Polska            | 2:04.779 | +9.540 |

### Drużynowe
- Data / Początek: Piątek 26 stycznia 2007 / 11:33 CET

| Medal | Zawodnicy                                                          | Narodowość        | Czas     | Strata |
| ----- | ------------------------------------------------------------------ | ----------------- | -------- | ------ |
|       | Felix Loch/Natalie Geisenberger/Toni Eggert/Marcel Oster           | Niemcy            | 2:41.839 |        |
|       | Chris Mazdzer/Megan Sweeney/Chris Mazdzer/Jayson Terdiman          | Stany Zjednoczone | 2:43.266 | +1.427 |
|       | Kristaps Mauriņš/Agnese Koklača/Oskars Gudramovičs/Pēteris Kalniņš | Łotwa             | 2:45.600 | +3.761 |
| 4.    | Brendan Hauptman/Alex Gough/Cameron Gunn/David Adair               | Kanada            | 2:45.690 | +3.851 |
| 5.    | Valentin Crețu/Mihaela Chiraș/Cosmin Chetroiu/Ionuț Țăran          | Rumunia           | 2:46.237 | +4.398 |
| 6.    | Andrij Mandzij/Maryna Halajdżjan/Ihor Kozak/Andrij Werczuk         | Ukraina           | 2:47.737 | +5.898 |
| 7.    | Stiepan Fiedorow/Julija Artemjewa/Pawieł Kuzmicz/Boris Kuryszkin   | Rosja             | 2:47.802 | +5.963 |
| 8.    | Ernest Markowski/Mariola Ziętek/Łukasz Lewczuk/Adam Wanielista     | Polska            | 2:49.205 | +7.366 |

## Klasyfikacja medalowa
| Miejsce | Państwo           |   |   |   | Razem |
| ------- | ----------------- | - | - | - | ----- |
| 1.      | Niemcy            | 4 | 2 | 1 | 7     |
| =2.     | Austria           | 0 | 1 | 1 | 2     |
| =2.     | Stany Zjednoczone | 0 | 1 | 1 | 2     |
| 3.      | Łotwa             | 0 | 0 | 1 | 1     |